# Britanska garda
Britanska garda, punim nazivom The Foot Guards, u britanskoj kopnenoj vojsci naziv je za pet pješačkih pukovnija u sklopu postrojbe zvane The Household Division. Šesta postrojba pod nazivom The Machine Gun Guards, koja je bila utemeljena tijekom I. svjetskog rata, raspuštena je još 1920. godine.
Britansku gardu čine sljedeće postrojbe: 
- Grenadier Guards (Grenadirska garda),
- Coldstream Guards (Garda Coldstream),
- Scots Guards (Škotska garda),
- Irish Guards (Irska garda),
- Welsh Guards (Velška garda),
- Guards Machine Gun Regiment ("Machine Gun Guards" - Gardisti sa strojnicama).

Premda je gardiste lako razlikovati po boji ukrasa na medvjeđim šubarama, po strani na kojoj se nosi i različitom znakovlju, njihovo identificiranje olakšava i broj puceta na tunici, kao i razmak među njima. 
Garda Coldstream najstarija je postrojba britanske vojske. Njihova su puceta raspoređena u parovima, a naziv regimente ispisan na metalnim dijelovima. Pun joj je naziv Her Majesty's Coldstream Regiment of Foot Guards, a nadimak The Lilywhites (engl., poput bijelih ljiljana). Pripadnici te postrojbe sudjeluju u svim ceremonijama, osobito u smjenama gardista pred Buckinghamskom palačom.
Na crvenim tunikama grenadira puceta nisu raspoređena u parovima već u standardnom nizu. 
Za razliku od grenadira, pripadnicima škotske garde puceta su grupirana po tri komada zajedno. S posebnim činom glavnog pukovnika Colonel-In-Chief na čelu joj je osobno kraljica Elizabeta II., dok njezin rođak Edward, vojvoda od Kenta ima u njoj čin pukovnika.
Irska garda bila je ustrojena po nalogu kraljice Viktorije godine 1900., nakon što su se mnogi Irci istaknuli u Drugom burskom ratu. Oni nose tunike s pucetima grupiranima u četverce. 
Velška garda bila je ustrojena godine 1915. po nalogu kralja Georga V. kako bi se u skupini gardista našla i velška komponenta.

## Vanjske poveznice
- (en) Pješačke pukovnije - Britanska kopnena vojska  Arhivirana inačica izvorne stranice od 29. ožujka 2010. (Wayback Machine)